# Dorcopsis hageni
Dorcopsis hageni là một loài động vật có vú trong họ Macropodidae, bộ Hai răng cửa. Loài này được Heller mô tả năm 1897.
Loài này được tìm thấy ở phía bắc của Tây Papua, Indonesia và Papua New Guinea. Đây là một loài phổ biến trong sinh cảnh rừng nhiệt đới phù hợp và IUCN liệt kê tình trạng bảo tồn của là loài ít quan tâm.